# Rival Romeos (film 1928)
Rival Romeos è un film del 1928 diretto da Walt Disney. È un cortometraggio animato, il 14° con protagonista Oswald il coniglio fortunato. Fu distribuito dalla Universal Pictures il 5 marzo 1928.

## Trama
Oswald sta andando a trovare la sua amata Ortensia, quando viene sorpassato dal suo rivale Gambadilegno, che ha una macchina più veloce. Grazie a una pozzanghera, però, Oswald arriva per primo e fa una serenata a Ortensia, ostacolato da una capra. Arriva Gambadilegno e, mentre i due si contendono Ortensia, lei se ne va con un terzo corteggiatore.

## Edizioni home video

### DVD
Il cortometraggio è incluso nel DVD Walt Disney Treasures: Le avventure di Oswald il coniglio fortunato. Per l'occasione al film è stata assegnata una nuova colonna sonora scritta da Robert Israel.